# Acacia curvata
Acacia curvata é uma espécie de leguminosa do gênero Acacia, pertencente à família Fabaceae.